# اولتسیگروده
اولتسیگروده (به آلمانی: Ulzigerode) یک منطقهٔ مسکونی در آلمان است که در آرناشتاین، زاکسن-آنهالت واقع شده‌است. اولتسیگروده ۲۰۰ نفر جمعیت دارد.